# توور
توور (به انگلیسی: Tuvvur) یک منطقهٔ مسکونی در هند است که در کرالا واقع شده‌است.

## خصوصیات
توور ۲۶٬۷۹۵ نفر جمعیت دارد.